# Ralph Northam
Ralph Northam (hay Ralph Shearer Northam, sinh ngày 13 tháng 9 năm 1959) là một bác sĩ, y gia, chính trị gia người Mỹ. Ông đã từng giữ chức vụ Thống đốc thứ 73 của tiểu bang Virginia từ ngày 13 tháng 1 năm 2018 đến ngày 15 tháng 1 năm 2022. Ông nguyên là Phó Thống đốc thứ 40 của Virginia từ năm 2014 đến 2018 trước khi giành chức Thống đốc trước ứng cử viên Đảng Cộng hòa Ed Gillespie trong cuộc tổng tuyển cử Thống đốc bang Virginia năm 2017; nguyên Thượng nghị sĩ tiểu bang Virginia đại diện cho khu vực thứ sáu từ năm 2008 đến 2014. Bên cạnh đó, ông là một bác sĩ Nhi khoa Thần kinh học, cựu sĩ quan trong Quân đội Quân y Hoa Kỳ từ năm 1984 đến năm 1992, cấp hàm Thiếu tá giải ngũ.
Ralph Northam là Đảng viên Đảng Dân chủ, học vị Cử nhân Sinh học, Tiến sĩ Y học (MD), chính trị gia tự do. Trong những năm lãnh đạo Virginia, ông chỉ huy tiểu bang chống Đại dịch COVID-19. Về hoạt động chính trị và xã hội, ông gặp nhiều vấn đề trong cộng đồng tiểu bang cũng như cả hai phe phái Dân chủ cũng như Cộng hòa về các vấn đề phân biệt đối xử chủng tộc trong quá khứ tại một tiểu bang từng là thủ phủ miền Nam trong Nội chiến; đồng thời vấn đề về quyền phá thai của phụ nữ.

## Xuất thân, giáo dục và thời quân nhân

### Xuất thân
Ralph Northam sinh ngày 13 tháng 9 năm 1959 tại thị trấn Nassawadox trên Bờ Đông Virginia, tên khai sinh là Ralph Shearer Northam. Thời niên thiếu, ông và anh trai của mình, Thomas Northam, được nuôi dưỡng trong một trang trại ở vùng ven sông ngay ngoại ô Onancock, Virginia. Gia đình của ông sản xuất và kinh doanh nông sản, trồng nhiều loại cây trồng và chăm sóc gia súc trên trang trại rộng bảy mươi lăm mẫu Anh (30 ha). Khi còn là một thiếu niên, Ralph Northam đã làm nhiều việc, từng ở trên một chuyến phà đến đảo Tangier, là một tay boong câu cá trên tàu đánh cá. Ông cũng làm việc trong một trang trại của hàng xóm và tham gia hoạt động chứng khoán khi còn ít tuổi tại cửa hàng tạp hóa Meatland. Lớn lên ở vùng nông thôn quê nhà, ông và anh trai Thomas học trường công lập tích hợp. Sau đó, Ralph Northam tốt nghiệp Trường Trung học Onancock, nơi lớp học của ông chủ yếu là người Mỹ gốc Phi.
| “                                                 | Tin tức rằng tổ tiên của tôi sở hữu nô lệ đã làm tôi lo lắng và buồn, nhưng chủ đề về chế độ nô lệ luôn khiến tôi bận tâm. Câu chuyện phức tạp của gia đình tôi tương tự như lịch sử phức tạp của Virginia. Virginia là một vùng đất tiến bộ, nhưng chúng tôi đã từng có số lượng nô lệ lớn nhất trong liên minh miền Nam. | ” |
| —Ralph Northam, phát biểu về chế độ nô lệ Hoa Kỳ. | |   |

Trong gia đình, mẹ của Ralph Northam là Nancy B. Shearer, đến từ Washington, D.C.. Bà là y tá bán thời gian tại Bệnh viện Northampton-Accomack Memorial, và bố của bà, tức ông ngoại Ralph Northam là bác sĩ phẫu thuật. Nancy B. Shearer mất năm 2009. Bố của Northam, Wescott B. Northam, từng là một luật sư và là một cựu chiến binh trong Thế chiến II, ông tham gia chính trường vào những năm 1960, phục vụ ba nhiệm kỳ với tư cách Ủy viên Công tố quận khối thịnh vượng chung cho quận Accomack, Virginia. Sau khi thất cử trong cuộc bầu cử nhiệm kỳ thứ tư, Wescott Northam được bổ nhiệm làm Thẩm phán Liên bang Tòa án Liên bang cấp quận Virginia cho các quận Accomack và Northampton. Bố của Wescott Northam, Thomas Long Northam tức ông nội của Ralph Northam cũng từng là Thẩm phán trong cùng một tòa án.
Thomas Long Northam qua đời khi Wescott Northam mới mười bốn tuổi, và vài năm sau, trang trại của gia đình ở thị trấn Modest, Virginia, nơi Wescott Northam sinh ra, đã được bán. Trang trại lần đầu tiên được gia đình sở hữu thông qua ông cố của Ralph Northam là James Northam, ông cố đã cùng với con trai là Levi Jacob đã sở hữu nô lệ. Vào giai đoạn đó, một trong số đó những nô lệ của gia đình là Raymond Northam đã được tự do để nhập ngũ vào Trung đoàn 9 bộ binh da màu thuộc Liên minh quân đội miền Bắc trong Nội chiến Hoa Kỳ 1861 – 1865. Ralph Northam không hề hay biết về lịch sử sở hữu nô lệ của gia đình mình cho đến khi bố ông tiến hành nghiên cứu về tổ tiên của họ trong thời gian diễn ra chiến dịch tổng tuyển cử chức vụ tiểu bang của Ralph Northam.

### Giáo dục

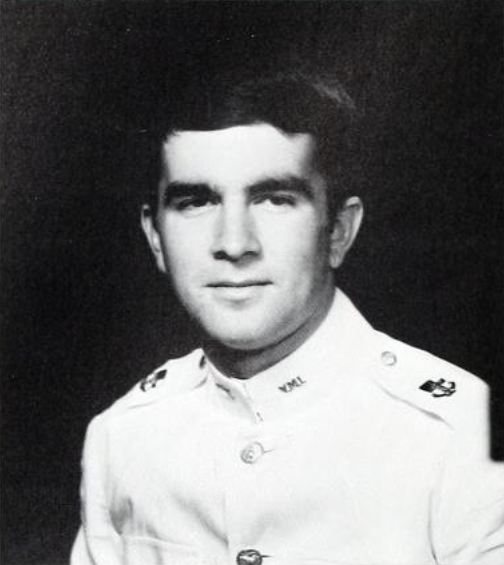
Ralph Northam năm 1981.

Ở trường trung học, Ralph Northam được bình chọn là học sinh có khả năng thành công nhất với danh hiệu Most Likely to Succeed, và tốt nghiệp là Á khoa trung học. Trong thời thanh niên, ông tham gia thể thao, là thành viên của đội bóng rổ và bóng chày của trường. Sau đó, ông theo học Viện quân sự Virginia (VMI), tốt nghiệp năm 1981. Ở Viện VMI, ông từng là Chủ tịch Tòa án danh dự của VMI và nhận bằng Cử nhân Nghệ thuật chuyên ngành Sinh học. Ông tiếp tục theo Trường Y Đông Virginia, lấy bằng Tiến sĩ Y khoa (MD) năm 1984.

### Quân y
Từ năm 1984 đến năm 1992, Ralph Northam là sĩ Bác sĩ quân y của Lục quân Hoa Kỳ. Trong thời gian phục vụ trong quân đội, ông đã hoàn thành khóa học nội trú nhi khoa tại Trung tâm Y tế quân đội Brooke ở San Antonio, Texas, tiếp theo là nghiên cứu sinh thần kinh học tại Trung tâm Y tế quân đội Walter Reed ở thủ đô Washington, D.C. và Bệnh viện Johns Hopkins ở Baltimore, Maryland. Thời kỳ đó, trong Chiến tranh Vùng Vịnh, ông đã điều trị những thương vong đã được sơ tán tại Trung tâm Y tế khu vực Landstuhl ở Đức. Ralph Northam giải ngũ khỏi Quân đội Hoa Kỳ năm 1992 với cấp bậc Thiếu tá, sau khi hoàn thành tám năm phục vụ. Kể từ năm 1992, ông là bác sĩ thần kinh nhi khoa tại Bệnh viện Nhi King's Daughters ở Norfolk, Virginia.

## Chính trị các thời kỳ
Trước khi tham gia chính trường, Raplh Northam đã bỏ phiếu cho George W. Bush Đảng Cộng hòa trong các giai đoạn bầu cử Tổng thống Hoa Kỳ năm 2000 và 2004, một vấn đề mà các đối thủ đã nêu ra trong các cuộc bầu cử sơ bộ của Đảng Dân chủ sau này, bởi ông là Đảng viên Dân chủ nhưng ủng hộ ứng viên Cộng hòa. Ralph Northam nói rằng ông đã phi chính trị vào thời điểm đó và lấy làm tiếc về những cuộc bỏ phiếu đó, trả lời rằng Về mặt chính trị, không có câu hỏi nào cả, tôi đã không hiểu rõ.

### Thượng nghị sĩ Virginia

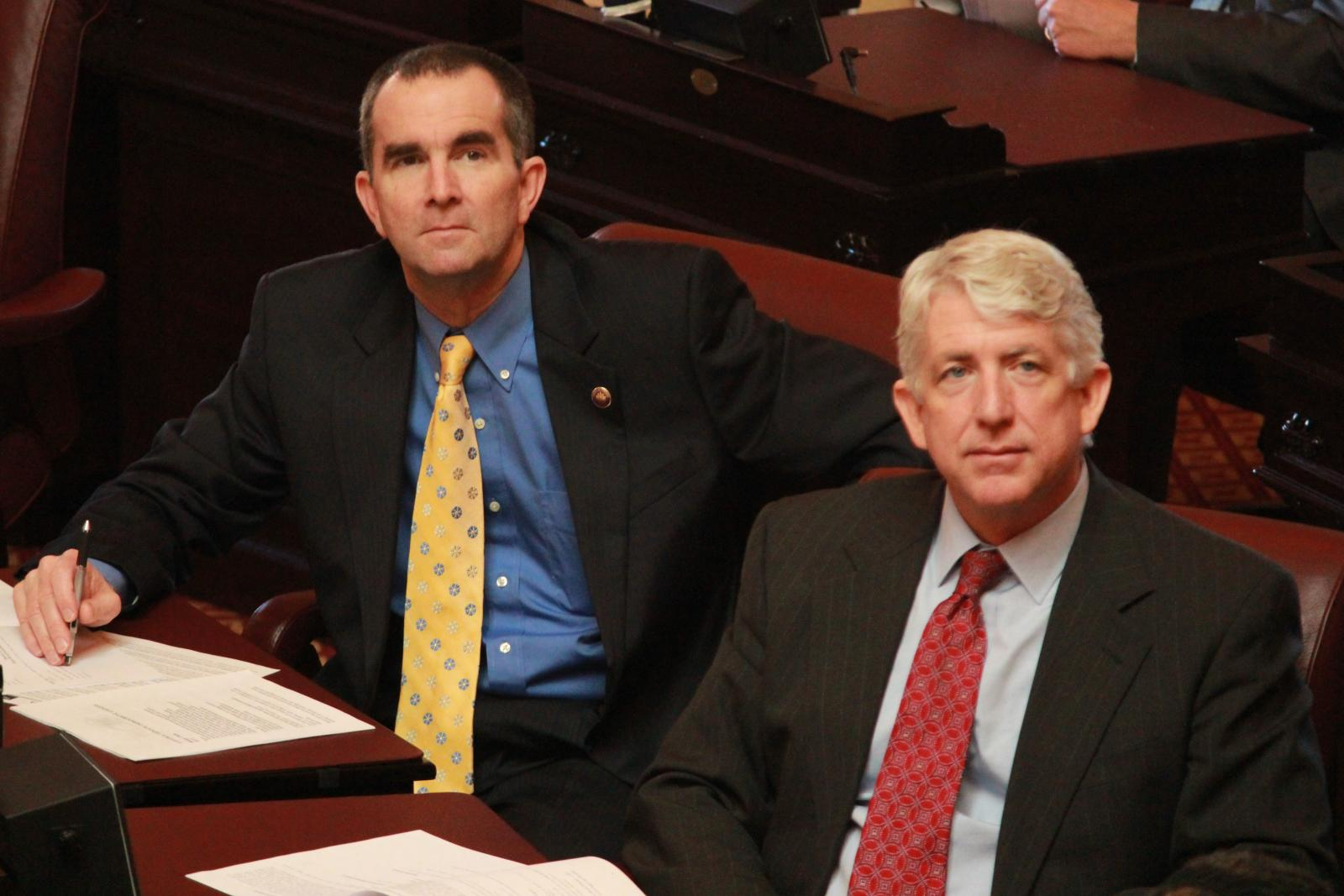
Thượng nghị sĩ tiểu bang Ralph Northam và Mark Herring năm 2013.

Ralph Northam lần đầu tiên ra tranh cử vào năm 2007 tại khu vực bầu cử Thượng viện thứ sáu của Virginia, bao gồm bờ Đông Virginia, quận Mathews, Bán đảo Trung; và một phần của các thành phố Norfolk và Virginia Beach. Ông đã không được ứng cử cho sự đề cử của Đảng Dân chủ. Vào ngày 06 tháng 11 năm 2007, ông đánh bại Nick Rerras, một người đương nhiệm hai nhiệm kỳ của Đảng Cộng hòa, với 17.307 phiếu.
Ông được bầu lại vào tháng 11 năm 2011, đánh bại Ben Loyola Jr., một nhà thầu quốc phòng, với 16.606 phiếu bầu. Một trong những hoạt động chính đầu tiên của ông với tư cách là nhà lập pháp tiểu bang là dẫn đầu nỗ lực thông qua Danh sách các vị trí thực thi lệnh cấm hút thuốc ở Hoa Kỳ tại Virginia. Dự luật thất bại lần đầu tiên, nhưng nó đã được thông qua vào năm sau và Thống đốc Tim Kaine đã ký thành luật. Năm 2009, có những vấn đề về đảng phái, khi Ralph Northam, một người tự cho mình là bảo thủ về các vấn đề tài khóa và tự do về các vấn đề xã hội được các Đảng viên Cộng hòa ở Thượng viện bang kêu gọi ông chuyển đổi đảng phái sang phe bảo thủ. Hành động này lẽ ra đã giúp Đảng Cộng hòa kiểm soát Thượng viện bang, nhưng sau khi tin tức về sự chuyển đổi sắp xảy ra trên Twitter, các Đảng viên Dân chủ đã tổ chức một cuộc họp kín và Ralph Northam nhắc lại rằng ông sẽ không rời đảng.

### Phó Thống đốc Virginia
Northam đã tranh cử chức Phó Thống đốc Virginia trong cuộc bầu cử chức vụ Virginia năm 2013. Ông cạnh tranh với Giám đốc Công nghệ Hoa Kỳ Aneesh Chopra cho sự đề cử của Đảng Dân chủ. Vào ngày 11 tháng 6 năm 2013, ông đã giành chiến thắng trong cuộc bầu cử sơ bộ của Đảng Dân chủ trước Aneesh Chopra với 54% phiếu bầu, Vào ngày 05 tháng 11 năm 2013, ông được bầu làm Phó Thống đốc thứ 40 của Virginia khi vượt qua ứng viên Đảng Cộng hòa EW Jackson, với tỷ lệ 55–45%. Ông trở thành Đảng viên Dân chủ tiếp theo kể từ Tim Kaine năm 2001 được bầu làm Phó Thống đốc Virginia.

## Thống đốc Virginia

### Tranh cử

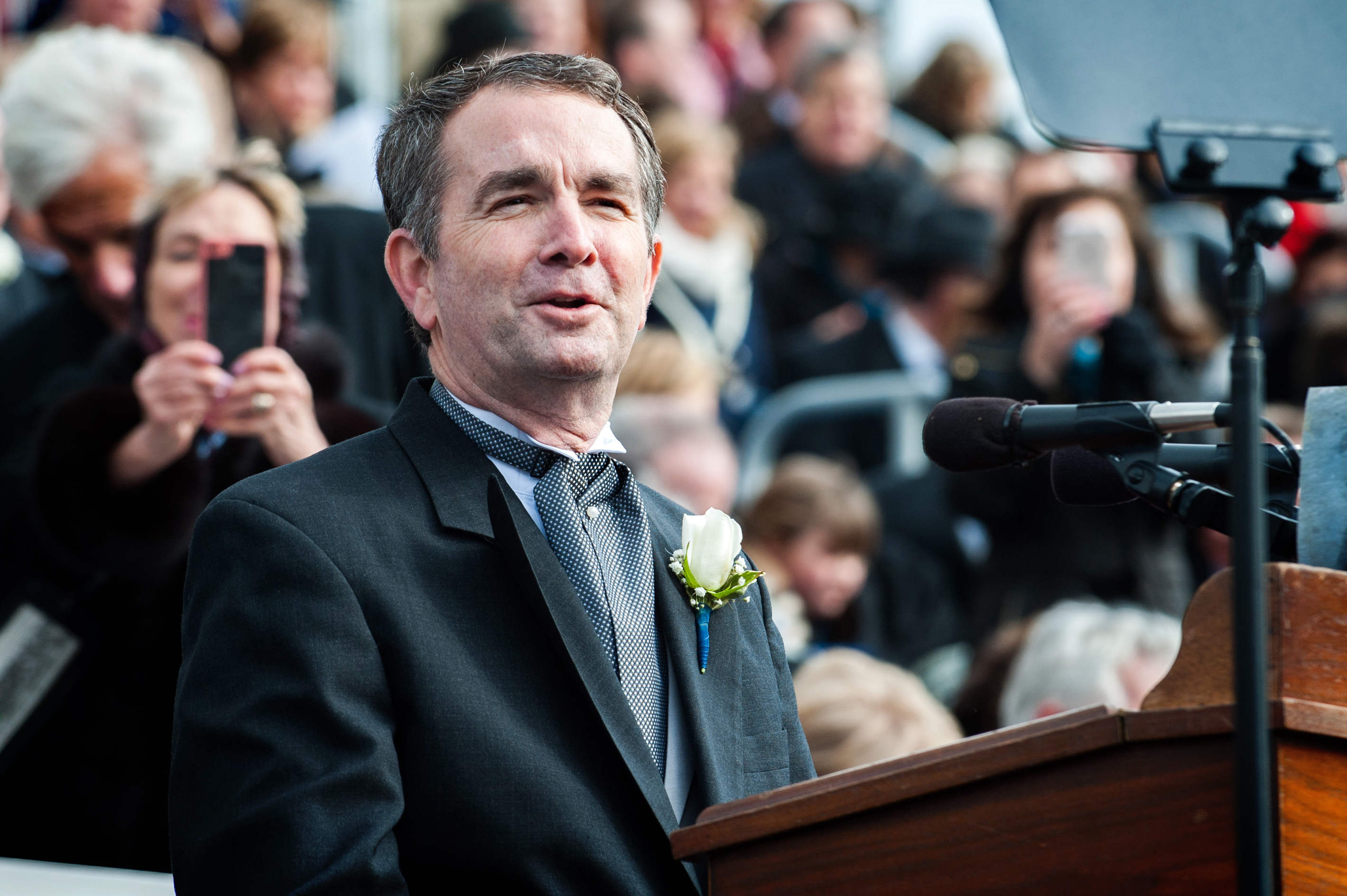
Ralph Northam tuyên thệ nhậm chức Thống đốc Virginia 2018.

Vào tháng 2 năm 2015, chỉ hơn một năm trong nhiệm kỳ Phó Thống đốc, Ralph Northam xác nhận quan tâm của mình trong việc tranh cử Thống đốc Virginia vào năm 2017. Ông đã chính thức đưa ra những ý định này vào ngày 17 tháng 11 năm 2015, qua một email gửi tới những người ủng hộ. Trong cuộc bầu cử sơ bộ của Đảng Dân chủ, ông đối đầu với Tom Perriello, người trước đây từng là Hạ nghị sĩ Hoa Kỳ và là nhà ngoại giao trong Chính quyền Obama. Chiến dịch chính thường được mô tả là một cuộc chiến ủy nhiệm giữa phe Bernie Sanders/Elizabeth Warren của Đảng Dân chủ, do Tom Perriello đại diện, và phe Hillary Clinton, do Ralph Northam đại diện. Vào ngày 13 tháng 6 năm 2017, Ralph Northam giành được đề cử của Đảng Dân chủ với 56% phiếu bầu, quá bán. Trong cuộc tổng tuyển cử, ông phải đối mặt với Ed Gillespie, người trước đây từng là Cố vấn cho Tổng thống dưới thời George W. Bush, cựu Chủ tịch Ủy ban Quốc gia Đảng Cộng hòa, và Chủ tịch Đảng Cộng hòa Virginia. Ralph Northam nhanh chóng giành được lợi thế, đã huy động được 33,8 triệu USD so với 24,5 triệu USD của Ed Gillespie. Ông được bầu làm Thống đốc thứ 73 của Virginia vào ngày 07 tháng 11 năm 2017, đánh bại Ed Gillespie trong cuộc tổng tuyển cử với tỷ lệ chiến thắng 54–45%.

### Nhiệm kỳ
Ralph Northam tuyên thệ nhậm chức Thống đốc Virginia vào trưa ngày 13 tháng 1 năm 2018 tại Điện Lập pháp Virginia. Ông trở thành người gốc East Shore thứ hai giữ chức Thống đốc Virginia, sau Henry A. Wise, người được bầu vào năm 1855 và là cựu sinh viên thứ hai của Học viện Quân sự Virginia giữ chức Thống đốc, sau Westmoreland. Davis, người được bầu vào năm 1917. Đa số các quan chức cấp nội các của ông là nữ, đây là điều đặc biệt xuất hiện lần đầu tiên trong lịch sử Virginia. Cư dân từ mọi quận ở Virginia đã tham dự lễ tuyên thệ của ông, được cho là đánh dấu lần đầu tiên hoạt động thu hút tuyên thệ xảy ra của tiểu bang và 26 nhóm tham gia vào cuộc diễu hành khai mạc, được gọi là lớn nhất và đa dạng nhất trong lịch sử tiểu bang.

#### Bê bối xã hội

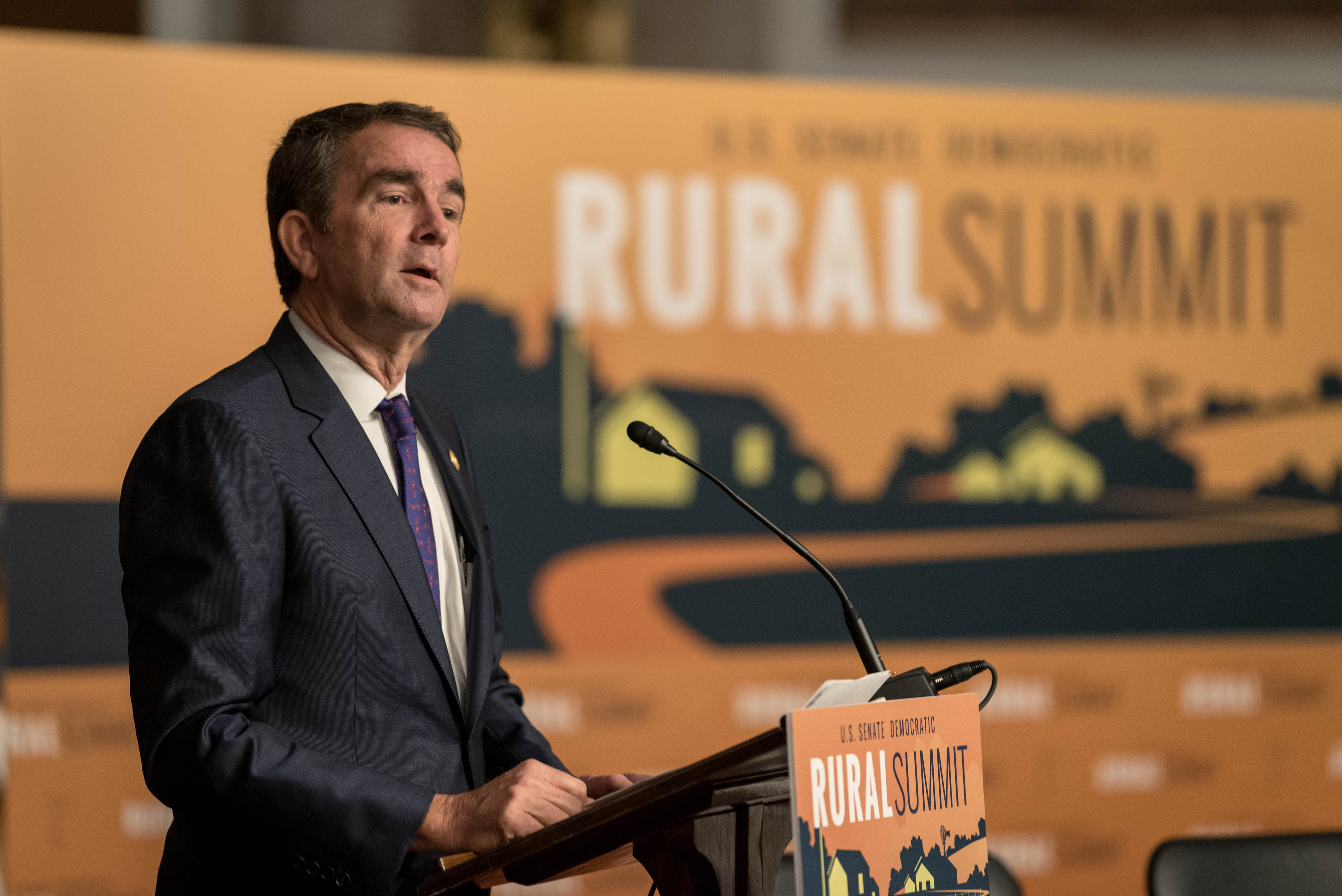
Ralph Northam năm 2018.

Với tư các là Thống đốc, lãnh đạo cao cấp nhất của Virginia, Ralph Northam được chú ý nhiều mặt xã hội một cách thường xuyên. Vào ngày 01 tháng 2 năm 2019, những hình ảnh từ kỷ yếu trường Y của ông đã được xuất bản trên trang web Big League Politics. Các bức ảnh cho thấy hình ảnh một người không rõ danh tính mặc đồ đen, gương mặt đen và một người không xác định trong chiếc mũ trùm đầu Ku Klux Klan trong cuốn kỷ yếu. Một phát ngôn viên của Trường Y Đông Virginia xác nhận rằng hình ảnh đã xuất hiện trong cuốn kỷ yếu năm 1984 của trường. Ngay sau khi tin tức được đưa ra, Ralpth Northam đã xin lỗi vì đã xuất hiện trong bức ảnh phân biệt chủng tộc này. Bên cạnh đó, phát sinh vấn đề về quan điểm phá thai. Ralph Northam đã đưa ra những bình luận gây tranh cãi về việc phá thai trong một cuộc phỏng vấn của đài WTOP về Đạo luật Bãi bỏ, trong đó ông tuyên bố rằng nếu một thai nhi bị dị dạng nghiêm trọng hoặc không thể sống được sinh ra sau một nỗ lực phá thai không thành công, đứa trẻ sẽ hồi sức nếu đó là những gì người mẹ và gia đình mong muốn, và sau đó một cuộc thảo luận sẽ xảy ra giữa các bác sĩ và người mẹ. Các chính trị gia bảo thủ và các nhân vật truyền thông đã mô tả các bình luận của Ralph Northam là cổ vũ cho việc giết trẻ sơ sinh. Sau khi bức ảnh kỷ yếu được công bố rộng rãi, nhiều hãng truyền thông bảo thủ đã so sánh hai tranh cãi và mô tả chúng là một tuần tồi tệ đối với Thống đốc. Theo Washington Post, bức ảnh đã được gửi tới Big League Politics bởi một hoặc nhiều bạn học của trường Y, những người lo ngại về những bình luận phá thai của Ralph Northam.
Lãnh đạo Đảng Dân chủ của Thượng viện Virginia Dick Saslaw, là một trong số ít các chính trị gia ban đầu bảo vệ Ralph Northam, nhưng sau đó đã tham gia với những người còn lại trong cuộc họp kín của mình để kêu gọi ông từ chức. Hầu hết các chính trị gia nổi tiếng khác của Virginia, bao gồm cựu Thống đốc Terry McAuliffe, người dưới quyền Northam giữ chức Phó Thống đốc, Chủ tịch Hạ viện, Nhóm Da đen Lập pháp Virginia, Thượng nghị sĩ Tim Kaine và Mark Warner trong một tuyên bố chung với cả Đảng Cộng hòa Virginia và Đảng Dân chủ Virginia, kêu gọi ông từ chức. Tổng thống Donald Trump chỉ trích bức ảnh cũng như những bình luận trước đó của Ralph Northam về việc phá thai là không thể tha thứ. Một số thành viên Đảng Cộng hòa nổi bật trên toàn quốc, chẳng hạn như Lãnh đạo thiểu số tại Hạ viện Kevin McCarthy và Chủ tịch Ủy ban Quốc gia Đảng Cộng hòa Ronna Romney McDaniel đã tham gia kêu gọi ông từ chức. Đối mặt với những lời kêu gọi từ chức ngày càng tăng từ các Đảng viên Đảng Dân chủ, Ralph Northam được cho là đã cân nhắc việc rời Đảng Dân chủ và cố gắng giữ chức Thống đốc như một chính trị gia độc lập.

#### Về phân biệt chủng tộc

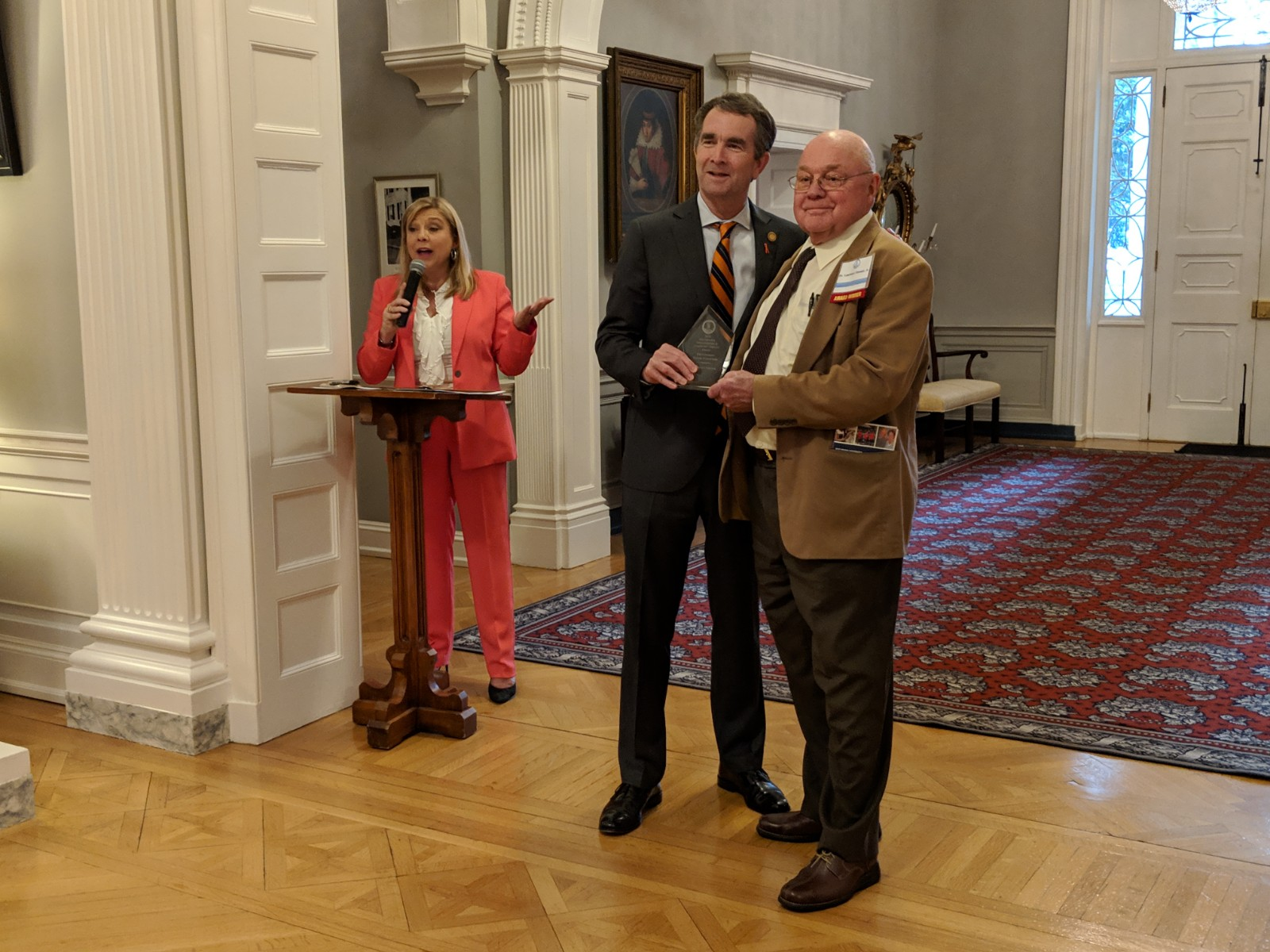
Ralph Northam năm 2019.

Trước những lời kêu gọi từ chức rộng rãi, Ralph Northam quyết định tiếp tục tại vị nhưng cam kết công khai sẽ tập trung phần còn lại của nhiệm kỳ của mình vào việc giải quyết bất bình đẳng chủng tộc ở Virginia. Sau đó, ông và nội các của mình tham gia với Hội đồng Lập pháp Virginia để phát triển các chiến lược nhằm thu hẹp sự chênh lệch chủng tộc trong tỷ lệ tử vong ở Virginia, tăng nhà ở giá cả phải chăng và tài trợ cho giao thông công cộng, hỗ trợ các doanh nghiệp do thiểu số sở hữu, di dời các tượng đài của Liên minh khỏi không gian công cộng, xóa bỏ phân biệt chủng tộc tàn tích của thời đại Jim Crow từ sách luật của tiểu bang, suy nghĩ lại cách tiếp cận của tiểu bang đối với cách giảng dạy lịch sử người Mỹ gốc Phi trong các trường công lập và thiết lập khóa đào tạo về tính nhạy cảm cho các cơ quan tiểu bang.
Vào ngày 22 tháng 3 năm 2019, Ralph Northam đã ký một dự luật, do Chủ tịch Hội đồng Lập pháp của Virginia, Lamont Bagby giới thiệu, thành lập Ban Cố vấn Người Mỹ gốc Phi Virginia. Ban này được thiết kế để bao gồm 21 công dân không thuộc Hội đồng Lập pháp do Thống đốc bổ nhiệm, ít nhất mười lăm người trong số họ phải là người da đen. Ngoài ra, hội đồng quản trị bao gồm năm thành viên trong nội các của Thống đốc. Mục đích của hội đồng là tư vấn cho Thống đốc về cách phục vụ tốt nhất những người Mỹ gốc Phi sống trong tiểu bang. Các hội đồng có thể so sánh cho các cộng đồng gốc Latinh và châu Á của bang đã tồn tại. Khi thành lập hội đồng quản trị, Ralph Northam nói rằng nó sẽ đảm bảo tiếng nói của tất cả người dân Virginia đều được lắng nghe, đặc biệt là những người từ các cộng đồng không có đại diện và đã bị tước quyền trong lịch sử.

#### Đại dịch COVID-19
Vào ngày 12 tháng 3 năm 2020, Ralph Northam ban bố tình trạng khẩn cấp để ứng phó với Đại dịch COVID-19. Vào thời điểm đó, có mười bảy trường hợp nhiễm virus được biết đến ở Virginia. Hôm sau, ông đóng cửa tất cả các trường học ở Virginia, áp đặt các hạn chế trên toàn tiểu bang không cho phép quá 100 người tham gia các buổi tụ tập công cộng. Ông đặt ra những giới hạn thậm chí còn nghiêm ngặt hơn đối với các cuộc tụ họp công cộng, cho phép không quá mười người cùng nhau ở hầu hết các khu vực; các cửa hàng tạp hóa và bán lẻ, hiệu thuốc, cơ sở y tế, nhà máy sản xuất, trung tâm phân phối và trung tâm vận tải đều được miễn giới hạn thu gom. Mặc dù ban đầu các trường dự kiến sẽ mở cửa trở lại ở Virginia sau hai tuần, nhưng vào ngày 23 tháng 3, ông đã gia hạn đóng cửa trong thời gian còn lại của năm học. Vào thời điểm này, đã có hơn 250 trường hợp COVID-19 được biết đến trong tiểu bang. Vào ngày 06 tháng 4, ông bắt đầu khuyến khích những người chiếm dụng không gian công cộng sử dụng khẩu trang. Vào ngày 26 tháng 5, ông đã công bố một chính sách trên toàn tiểu bang yêu cầu sử dụng khẩu trang trong không gian công cộng trong nhà. Vào cuối năm 2020, hơn 4.800 người Virginia đã được xác nhận đã chết do virus.

## Lịch sử tranh cử
Tính đến 2021, Ralph Northam đã tham gia ba kỳ bầu cử cho ba vị trí Thượng nghị sĩ tiểu bang, Phó Thống đốc, Thống đốc Virginia. Ông đều giành chiến thắng trong cả ba kỳ này.

## Đời tư
Ralph Northam kết hôn với Pam năm 1987, hai vợ chồng sống trong Dinh thự Thống đốc ở thủ phủ Richmond, có hai con đã trưởng thành là Wes Northam và Aubrey Northam. Anh trai của ông là Thomas Northam, là luật sư và là đối tác luật của thành viên Thượng viện bang Virginia Lynwood Lewis, người được bầu vào Thượng viện bang để thay thế Ralph Northam khi ông từ chức ghế Thượng viện bang để đảm nhận chức vụ Thống đốc. Ralph Northam thuộc về một nhà thờ Baptist chủ yếu là người da đen ở Capeville, Virginia và là Phó Chủ tịch của Cơ quan Fort Monroe, nơi giám sát Pháo đài Monroe, một di tích lịch sử Nội chiến nơi Tướng Liên minh miền Bắc Benjamin Butler trú ẩn. Khi rảnh rỗi, Ralph Northam thích làm việc trên những chiếc xe cổ. Ông sở hữu một chiếc Oldsmobile đời 1953 và một chiếc Chevrolet Corvette 1971.
Ralph Northam là một vận động viên chạy của giải Richmond Road Runners' First Day 5k và cuộc đua Monument Avenue 10K. Vào ngày 25 tháng 9 năm 2020, ông và vợ có kết quả xét nghiệm dương tính với COVID-19 sau khi một nhân viên của họ bị nhiễm bệnh. Ông không có triệu chứng cụ thể, vợ ông bị các triệu chứng nhẹ, hai vợ chồng được cách ly điều trị và khỏi trong tháng 10.